# Prędkość filtracji
Prędkość filtracji (ang. superficial flow velocity) – stosowany powszechnie w hydrodynamice podziemnej, inżynierii złożowej oraz hydrogeologii umowny parametr skalarny lub wektorowy charakteryzujący wartość prędkości poruszania się płynu w ośrodku porowatym, związany bezpośrednio z natężeniem przepływu.

## Definicja
Prędkość filtracji jest związanym z prędkością przepływu polem wektorowym {\displaystyle \mathbf {u} ,} którego strumień przez zorientowaną powierzchnię {\displaystyle \mathbf {S} } w obrębie ośrodka porowatego równy jest natężeniu przepływu płynu {\displaystyle Q} przepływającemu przez tę powierzchnię:
{\displaystyle Q=\int \limits _{S}\mathbf {u} \,d\mathbf {S} .}

## Własności
Prędkość filtracji jest bardziej pojęciem abstrakcyjnym niż fizykalnym, gdyż nie stanowi średniej prędkości cząstek płynu poruszających się w kanałach systemu porów ośrodka porowatego. Tę ostatnia wielkość reprezentuje prędkość adwekcji {\displaystyle v.} Różnica pochodzi stąd, że powierzchnia całkowania we wzorze definicyjnym odnosi się do całego ośrodka porowatego, a nie do przekrojów kanałów porowych, w których odbywa się ruch płynu. Jednakże wektory prędkości filtracji
{\displaystyle \mathbf {u} } i prędkości adwekcji {\displaystyle \mathbf {v} } są zawsze do siebie równoległe i mają zgodnie skierowane zwroty, a różnią się jedynie długością. Między wektorami tymi zachodzi związek liniowy
{\displaystyle \mathbf {u} =\phi \,\mathbf {v} }
gdzie {\displaystyle \phi } jest porowatością ośrodka porowatego.
Wzór powyższy obowiązuje również w wersji skalarnej odnoszącej się do przepływów jednowymiarowych:
{\displaystyle u=\phi \,v.}
W praktyce, w hydrodynamice podziemnej oraz w inżynierii złożowej pojęcie prędkości filtracji stosowane jest znacznie częściej niż pojęcie prędkości adwekcji, mimo iż pierwsze z nich ma charakter abstrakcyjny, a drugie posiada jawny sens fizykalny. Dlatego też używając określenia prędkość płynu mamy w powyższych dziedzinach na myśli prędkość filtracji.

## Jednostki
W układzie SI jednostką prędkości filtracji jest 1 m/s. W tej samej jednostce wyraża się również prędkość adwekcji.
W starym, wycofanym już formalnie, lecz niekiedy jeszcze używanym układzie CGS jednostką prędkości filtracji jest 1 cm/s. W tej samej jednostce wyraża się również prędkość adwekcji.
Przeliczenie jednostek między układami jest następujące:
1 cm/s = 0,01 m/s.

## Zastosowania
Prędkość filtracji jest podstawowym parametrem charakteryzującym ruch płynu w ośrodku porowatym. Związek między prędkością filtracji a gradientem ciśnienia w tym ośrodku wyraża formuła Darcy’ego.
W przypadku przepływów wielofazowych prędkość filtracji jest na ogół różna dla poszczególnych faz. Ruch płynu określony jest wówczas przez ciąg pól wektorowych prędkości filtracji odnoszących się do poszczególnych faz.